# Tolniki Małe
Tolniki Małe (niem. Tolnig, później Tollnigk) – wieś w Polsce położona w województwie warmińsko-mazurskim, w powiecie kętrzyńskim, w gminie Reszel.
W latach 1975–1998 miejscowość administracyjnie należała do województwa olsztyńskiego.

## Historia
Wieś lokowana była w 1338 roku na prawie chełmińskim.
Pod koniec XVIII wieku we wsi były 32 domy, a w 1820 roku było tu 31 domów i 257 mieszkańców. W roku 1939 we wsi mieszkało 270 osób.
Tolniki Małe w latach 1954–1972 należały do gromady Reszel. Wieś jest sołectwem od 1945 roku.